# Palaeagrotis inops
Palaeagrotis inops là một loài bướm đêm trong họ Noctuidae.